# Peter Carew

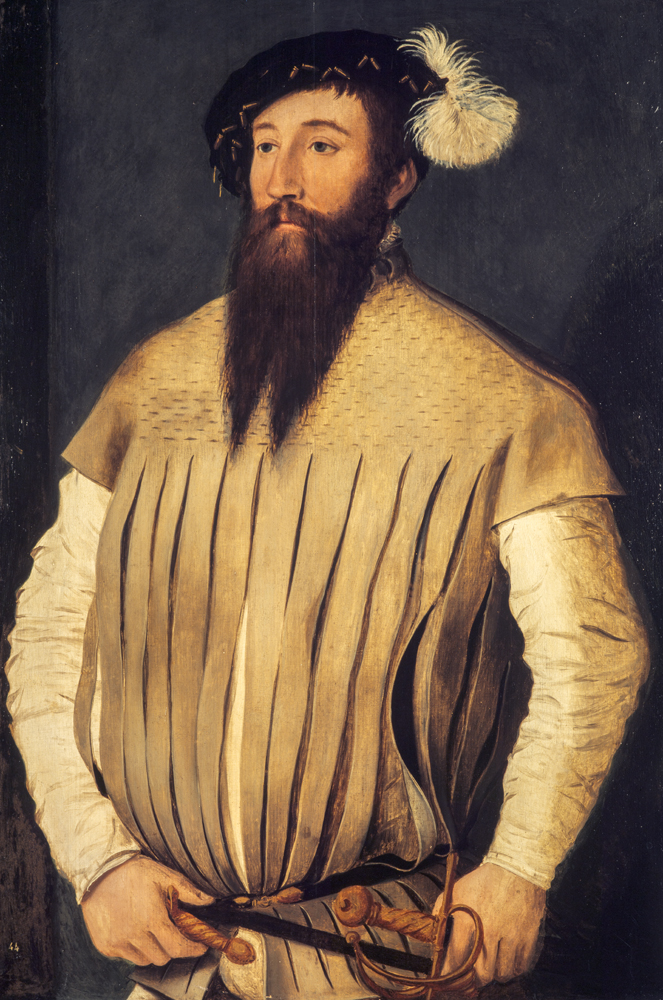
Peter Carew. Gemälde von Gerlach Flicke, vor 1559

Sir Peter Carew (* um 1510; † vor 15. Dezember 1575 in New Ross) war ein englischer Abenteurer, Militär und Politiker, der sechsmal als Abgeordneter für das House of Commons gewählt wurde.

## Herkunft und Jugend
Peter Carew entstammte der Familie Carew von Mohun’s Ottery, einer Familie der Gentry von Devon. Er war der dritte Sohn von William Carew und dessen Frau Jane Courtenay. Zu seinen Brüdern gehörte der spätere Admiral George Carew. Carew besuchte von etwa 1523 bis 1524 die Grammar School von Exeter. Da er jedoch ständig die Schule schwänzte, soll sein Vater ihn an eine Hundeleine genommen und ihn zurück nach Mohun’s Ottery gebracht haben, wo er anschließend mehrere Wochen lang angekettet blieb. Danach brachte ihn sein Vater zur  Kathedralschule von St Paul’s in London, doch auch diesen Schulbesuch brach Carew wenig später ab. Zwar konnte Carew später auf Englisch lesen und sprach dazu Italienisch und Französisch, doch er beherrschte kaum Latein und noch weniger Griechisch, und seine Handschrift galt als fast unleserlich. Nach dem Abbruch seiner Schullaufbahn nahm ein Freund seines Vaters ihn mit zum französischen Königshof, doch auch von dort riss Carew aus, schloss sich der französischen Armee an und nahm am 24. Februar 1525 an der Schlacht bei Pavia teil. Nach dieser katastrophalen Niederlage der Franzosen trat Carew in den Dienst von Fürst Philibert von Orange. Nach drei Jahren Dienst im Gefolge des Fürsten wechselte er ins Gefolge von Philiberts Schwester Claudia von Nassau, ehe er 1530 nach England zurückkehrte. Dank der Empfehlungsschreiben seiner beiden Dienstherren konnte er als Page in den Dienst von König Heinrich VIII. trat.

## Aufstieg als Höfling
Carew gewann rasch die Gunst von Heinrich VIII. und wurde vor 1533 Gentleman of the Privy Chamber. Er begleitete den König 1532 zu dessen Treffen mit dem französischen König Franz I. nach Calais und gehörte 1534 zum Gefolge des Gesandten Lord William Howard nach Schottland. 1539 gehörte er zu den Höflingen, die Anna von Kleve, die neue Frau des Königs, begrüßten. 1540 wurde er Mitglied der Gentleman Pensioners.

## Teilnahme am Türkenkrieg und Militär im Krieg mit Frankreich
Mit Erlaubnis des Königs reiste er im Frühjahr 1541 zusammen mit seinem Cousin John Champernown und mit Henry Knollys über Frankreich nach Italien. Nachdem sie den Winter in Venedig verbracht hatten, reisten Carew und Champernown im Frühjahr 1542 weiter nach Ragusa und dann über Land nach Konstantinopel, wo sie als Kaufleute verkleidet zwei Monate lang blieben. Mit dem Schiff kehrten sie dann nach Venedig zurück. Danach nahmen sie kurzzeitig am Ersten Österreichischen Türkenkrieg teil, wobei sie bis nach Wien und Buda kamen. Nach Champernowns Tod kehrte Carew nach Venedig und dann weiter nach England zurück, das er vermutlich noch 1542 wieder erreichte. Durch diese für einen Engländer des 16. Jahrhunderts ungewöhnliche und abenteuerliche Reise wurde er am Königshof berühmt. Als es 1543 zum Krieg mit Frankreich kam, trat er zusammen mit seinem älteren Bruder George Carew als Infanterieoffizier in die Armee von Sir John Wallop ein. 1544 führte er zunächst eine Kavallerieeinheit, ehe er Kommandant der Burg von Hardelot bei Boulogne wurde. Im selben Jahr kehrte er nach England zurück, trat in die Royal Navy ein und wurde unter Admiral John Dudley, 1. Viscount Lisle Kommandant eines Kriegsschiffs. Er war vermutlich Zeuge des Untergangs der Mary Rose, bei dem sein Bruder George ertrank. Carew wurde von Admiral Lisle zum Ritter geschlagen und begleitete diesen 1546 zu Friedensverhandlungen nach Frankreich.

## Aufstieg zum Mitglied der Gentry von Devon
Nachdem bereits sein Bruder Philip Carew kinderlos gestorben war, erbte Carew nach dem Tod seines ältesten Bruders George Mohun’s Ottery und weitere Ländereien im südlichen Devon. Zwar blieben beträchtliche Teile seines Erbes zunächst als Wittum im Besitz seiner Mutter und seiner Schwägerin Mary Norrys, der Witwe von George Carew, doch Carew stieg durch seinen Grundbesitz zu einem führenden Mitglied der Gentry von Devon auf. Bei den Unterhauswahlen von 1545 wurde er dank des Einflusses seines Bekannten Lord Russel als Abgeordneter für das Borough Tavistock gewählt. Von 1546 bis 1547 diente er als Sheriff von Devon. Zu seinem Erbe gehörten jedoch auch beträchtliche Schulden, die teilweise noch von seinem Großvater Edmund Carew herrührten. Aufgrund seiner begrenzten finanziellen Mittel konnte er deshalb seinen Grundbesitz nur unwesentlich erweitern. Stattdessen betätigte er sich als Kaufmann und Unternehmer. Er erwarb die Bleidächer von durch die Reformation aufgelösten Klöstern, und zusammen mit Russel, der inzwischen zum Earl of Bedford aufgestiegen war, und mit anderen Investoren erhielt er 1550 die Erlaubnis, im Exmoor und im Dartmoor nach Blei und Eisen zu graben. Diese Bergwerke warfen jedoch nur geringe Gewinne ab. Dennoch ließ Carew in Mohun’s Ottery ein neues Herrenhaus errichten und führte einen aufwändigen Lebensstil. Als sich allein seine Schulden gegenüber der Krone auf über £ 2000 beliefen, musste er 1553 eine Vereinbarung abschließen, sie wenigstens in jährlichen Raten von £ 100 zurückzuzahlen. Carew umwarb nun Margaret, die Witwe des wohlhabenden George Tailboys, 2. Baron Tailboys. Erst als der alte König zu seinen Gunsten intervenierte, konnte Carew sie jedoch heiraten, worauf die Hochzeit am Hochzeit am 20. Februar 1547, dem Tag der Krönung des neuen, minderjährigen Königs Eduard VI. stattfand. Bis etwa 1550 lebte Carew auf den umfangreichen Ländereien seiner Frau in Lincolnshire. Mit Unterstützung durch den Earl of Bedford wurde er 1547 als Abgeordneter für Dartmouth gewählt, wo er als Lord des Borough erheblichen Einfluss hatte. 1552 begann er einen Streit mit Dartmouth über den Besitz von Dartmouth Castle. Diese Festung war im 14. Jahrhundert von den Bürgern der Stadt, allerdings auf dem Grund eines Gutes der Familie Carew errichtet worden. Nach längerem Streit wurde die Festung 1556 Carew zugesprochen.

## Tätigkeiten während der Herrschaft von Eduard VI.
Durch seine Reisen und seinen Militärdienst hatte Carew Lutheraner aus Deutschland kennengelernt. Als Höfling trat er dann nach dem Bruch Heinrichs VIII. mit der katholischen Kirche zum Protestantismus über. Zwar wurde er 1545 kurzzeitig verdächtigt, im Besitz von ketzerischen Büchern zu sein, was jedoch offenbar nicht weiter verfolgt wurde. Als es ab Juni 1549 in Südwestengland zur katholischen Prayer Book Rebellion kam, sollten Carew und sein Onkel Gawain Carew Thomas Denys, den Sheriff von Devon, bei Verhandlungen mit den Rebellen unterstützen. Sie sollten dabei ausdrücklich keine Gewalt anwenden, doch nach gescheiterten Verhandlungen kam es zu einem Scharmützel und zu Ausschreitungen der Rebellen. Carew reiste nach London, um dem Regentschaftsrat über die Lage zu berichten. Lordprotektor Somerset kritisierte ihn scharf, doch Carew konnte sich rechtfertigen und unterstützte anschließend den Earl of Bedford bei der militärischen Niederschlagung der Rebellion. Als Somerset 1549 vom Earl of Bedford und von John Dudley, der nun Earl of Warwick war, gestürzt wurde, profitierte Carew von seinen guten Beziehungen zu den beiden neuen Machthabern. Bei den Wahlen im März 1553 wurde er als Knight of the Shire für Devon gewählt. Beim Tod von Eduard VI. war er jedoch nicht in Dudleys Pläne eingeweiht, Jane Grey zur neuen Königin zu erklären. Im Juli 1553 proklamierte er deshalb in Dartmouth Maria Tudor zur neuen Königin.

## Verschwörer während der Herrschaft von Maria I.

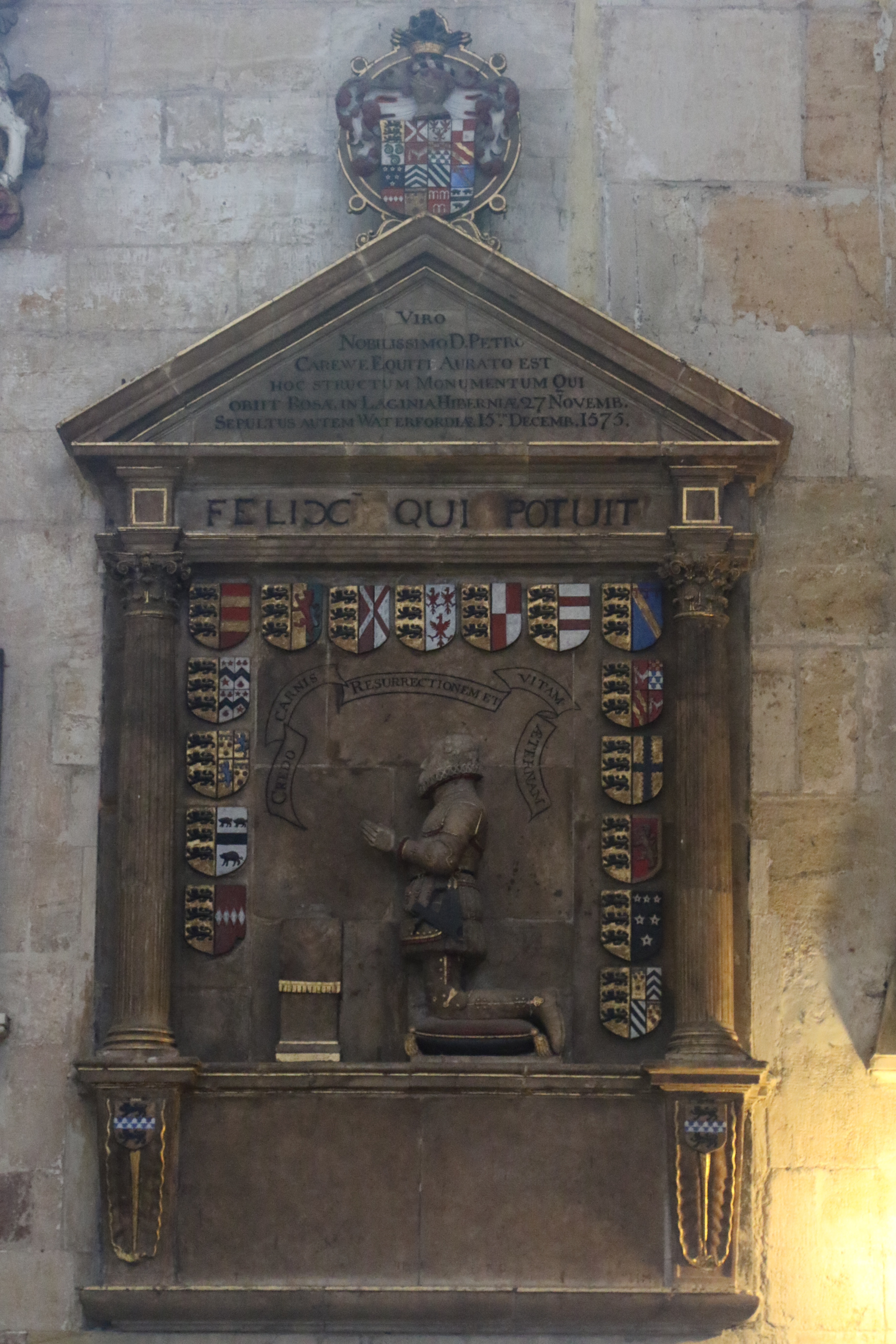
Grabdenkmal von Peter Carew in der Kathedrale von Exeter

Im Oktober 1553 wurde Carew erneut zum Knight of the Shire für Devon gewählt, doch als er erkannte, dass die neue Königin den Katholizismus wieder einführen wollte, schloss er sich noch vor November der Verschwörung von Sir Thomas Wyatt an. Dieser wollte mit anderen Dissidenten die Heirat der Königin mit dem spanischen König Philipp II. verhindern. Carew teilte dem Duke of Suffolk, dass er im Falle einer Heirat der Königin mit Philipp die Thronfolge von deren Halbschwester Elisabeth unterstützen würde. Als die Königin das Parlament auflöste, zog sich Carew nach Devon zurück, wo er weitere Unterstützer gewinnen und den geplanten Aufstand von Edward Courtenay, 1. Earl of Devon unterstützen wollte. Die Wyatt-Verschwörung wurde jedoch rasch aufgedeckt, und Anfang 1554 wurde Carew vom Privy Council nach London befohlen. Carew erklärte schriftlich seine Loyalität gegenüber der Königin und verließ am 23. Januar 1554 Mohun’s Ottery. Angeblich wollte er nach London reisen, um sich zu rechtfertigen, doch tatsächlich floh er verkleidet nach Weymouth, von wo er auf einem Schiff nach Frankreich segeln konnte. Die Regierung verdächtigte Carew, dass er zusammen mit dem französischen König Heinrich II. eine weitere Rebellion planen würde, und ließ ihn durch Nicholas Wotton, den englischen Botschafter in Paris überwachen. Carew jedoch versuchte bereits vor Ende Mai 1554, durch Botschafter Wotton eine Begnadigung zu erreichen. Er lehnte einen Dienst für den französischen König ab und reiste Anfang Juli 1554 nach Venedig. Wenige Monate später war er bei Protestanten in Straßburg. Seine Frau, die in England geblieben war, setzte sich weiter für seine Begnadigung ein. Im September 1554 wurde ihr erlaubt, offiziell Kontakt mit ihm aufzunehmen. Auch sein Freund Sir John Mason setzte sich für ihn ein. Am 9. Dezember 1555 wurde Carew schließlich begnadigt, doch König Philipp hielt das Schreiben in den zu seinem Reich gehörenden Spanischen Niederlanden zurück. Möglicherweise sollte Carew im Gegenzug für seine Begnadigung andere protestantische Verschwörer verraten. Um den 16. Mai 1556 wurde er bei Brüssel zusammen mit John Cheke verhaftet, nach England gebracht und im Tower inhaftiert, wobei unklar ist, ob er wirklich Cheke verraten hatte. Da Carew bereits begnadigt worden war und keine neuen Anklagen gegen ihn vorgebracht werden konnten, wurde er gegen Zahlung einer Strafe von 2000 Mark und einer weiteren Tilgung seiner Schulden gegenüber der Krone im Oktober 1556 freigelassen. Im September 1557 diente er in der Armee des Earl of Pembroke, die nach der Schlacht bei Saint-Quentin die spanischen Truppen gegen Frankreich unterstützte, aber bis zum Tod von Königin Maria betätigte er sich politisch nicht mehr.

## Politiker unter Elisabeth I.

### Erneute Wahl zum Abgeordneten
Nach dem Tod von Maria I. betätigte sich Carew wieder politisch und wurde 1559, wohl mit Unterstützung von Francis Russell, 2. Earl of Bedford, unter dem er 1557 in Frankreich gedient hatte, erneut als Knight of the Shire für Devon gewählt. Er konnte auch die Gunst der neuen Königin Elisabeth gewinnen und übernahm unter dem Earl of Bedford das Amt des Deputy Lieutenant in Devon und diente ab 1559 als  Friedensrichter von Devon und Dorset. Als 1559 eine englische Verhandlungsdelegation mit einer französischen Armee, die in Schottland gelandet war, einen Waffenstillstand schließen sollte, wurde Carew Ende des Jahres als militärischer Berater zur schottischen Grenze geschickt. Im House of Commons gehörte er mit zu den Abgeordneten, die die Königin bedrängten, zur Sicherung der Thronfolge zu heiraten. Dies, seine Schulden und sein radikaler Protestantismus führten bald dazu, dass er wieder den Hof verlassen musste. Er kehrte nach Devon zurück, wo er aktiv die Piraterie bekämpfte. Von 1564 bis 1565 kommandierte er dabei selbst eine Flotte, um gegen Piraten in der Irischen See und im westlichen Ärmelkanal vorzugehen. Nachdem er bei der Unterhauswahl 1563 nicht kandidiert hatte, wurde er 1566 bei einer Nachwahl als Abgeordneter für Exeter gewählt. Er musste dafür Bürger der Stadt werden und sich verpflichten, die Interessen der Stadt im House of Commons selbst zu vertreten. Im House of Commons gehörte er einem Ausschuss an, der über die Thronfolge beriet, doch bereits 1567 wandte sich Carew vor allem Irland zu.

### Dienst als Militär in Irland
In Irland beanspruchte Carew ab 1567, der rechtmäßige Erbe der alten Lords Carew zu sein. Unterstützt von dem Antiquar John Hooker und dem Anwalt William Peryam klagte er vor dem Gericht der Baronie Odrone im County Carlow. Dieser Versuch stieß auf den entschiedenen Widerstand der irischen Gentry, vor allem auf den von Sir Edmund Butler. Die englischen Beamten unterstützten seine Ansprüche nur gering, weshalb Carew 1569 oder 1570 nach England zurückkehrte. Bei den Unterhauswahlen 1571 und 1572 kandidierte Carew nicht erneut, doch stattdessen wurde er zum Constable of the Tower ernannt. Im Juli 1573 gehörte er der Armee des Earl of Essex an, die die englische Herrschaft in Irland wiederherstellen sollte. Carew beanspruchte nun nicht nur Ländereien in Odrone, sondern auch in Munster. Sir John Perrot und andere englischen Beamten rieten dem Lord Deputy und auch der Königin, angesichts der wegen der Desmond-Rebellionen angespannten Lage in Irland Carews Ansprüche auf keinen Fall zu unterstützen. Stattdessen wurde Carew zum Marschall der Armee des Earl of Essex ernannt. Als solcher operierte er bis November 1574 in Ulster. Wegen einer Krankheit kehrte er in den Pale und wenig später nach England zurück. Im April 1575 schickte ihn die Königin als Stellvertreter von Essex erneut nach Irland. Er nahm erneut an einem Feldzug nach Ulster teil. Als Essex nach England zurückkehrte, versuchte Carew, Teile von Munster besetzen zu lassen. Er erkrankte jedoch auf dem Weg nach Cork und starb in Ross. Er wurde am 15. Dezember 1575 in Waterford begraben.
Carew soll mittelgroß, aber von kräftiger Statur gewesen sein. Sein Haar war schwarz und er trug einen Vollbart. Er galt als großzügig, gastfreundlich und tapfer. Persönlich bescheiden und nüchtern, konnte er aber auch verschwenderisch sein. Sein Diener und Freund John Hooker alias Vowell ließ in der Kathedrale von Exeter ein Epitaph für ihn errichten und verfasste eine Biografie über ihn.

## Ehen und Erbe
Carews 1547 geschlossene Ehe mit Margaret Skipwith, der Witwe von George Tailboys, 2. Baron Tailboys und Tochter von William Skipwith aus South Ormsby in Lincolnshire war kinderlos geblieben. In seinem Testament von 1574 hatte er nur seinen Anspruch auf Odrone geregelt, durch den seine Schulden beglichen werden sollten. Danach sollte sein gleichnamiger Cousin Peter Carew († 1580) sein Erbe sein. Seine Schulden waren jedoch noch um 1585 nicht beglichen. Seine Güter einschließlich Mohun’s Ottery fielen schließlich an seine Nichte Thomasine Kirkham bzw. an deren Ehemann Thomas Southgate.